# Javier Moracho
Javier Moracho Torrente (Monzón, 18 agosto 1957) è un ex ostacolista spagnolo.

## Palmarès

### Mondiali indoor
- 1 medaglia:
  - 1 argento (Parigi 1985 nei 60 m ostacoli)

### Europei indoor
- 3 medaglie:
  - 1 oro (Madrid 1986 nei 60 m ostacoli)
  - 1 argento (Grenoble 1981 nei 50 m ostacoli)
  - 1 bronzo (Sindelfingen 1980 nei 60 m ostacoli)

### Giochi del Mediterraneo
- 1 medaglia:
  - 1 oro (Casablanca 1983 nei 110 m ostacoli)

### Campionati ibero-americani
- 1 medaglia:
  - 1 bronzo (Città del Messico 1988 nei 110 m ostacoli)

### Europei under 20
- 1 medaglia:
  - 1 argento (Atene 1975 nei 110 m ostacoli)